# NAVTEX

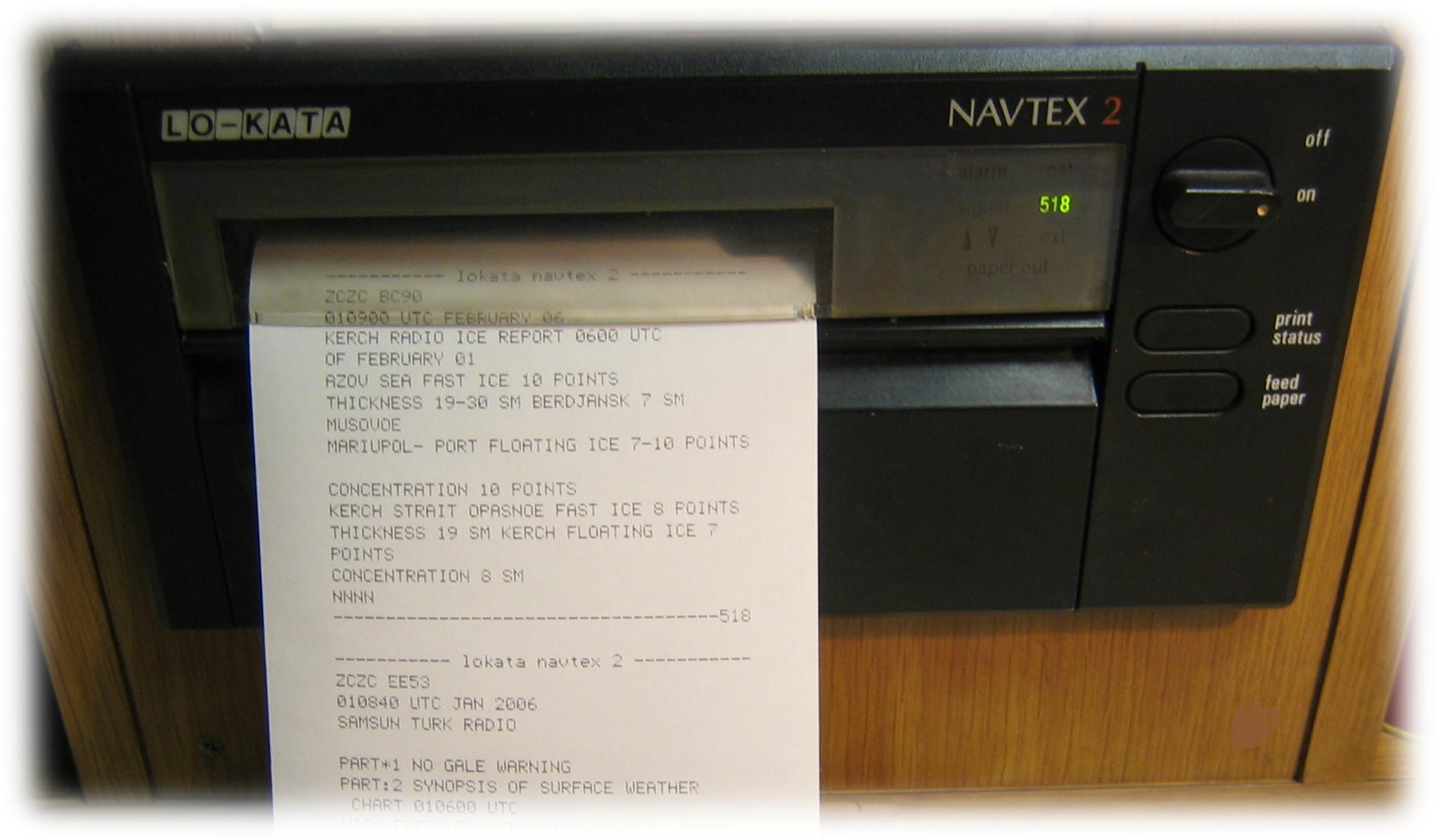
Принтер бортового ресивера (приймача) NAVTEX повідомлень

NAVTEX (NAVigational TEleX), іноді стилізовано Navtex або NavTex, це міжнародна автоматизована система прямого сповіщення та друку навігаційних та метеорологічних попереджень, а також система термінового інформування про безпеку мореплавства (MSI, англ. maritime safety information) для човнів та суден, яка використовує середній діапазон частот (СХ) радіохвиль, зокрема частоту 518 кГц.

## Формат повідомлень NAVTEX
Повідомлення NAVTEX передаються з використанням бінарного частотнозміщуваного ключа (BFSK, від англ. binary frequency-shift keying) зі швидкістю 100 біт/с і частотою зміщення у 170 Гц. Символи кодуються використовуючи 7-бітне кодування CCIR 476, яке дозволяє базове виявлення помилок. Випереджуюча корекція помилок (FEC, від англ. forward error correction) досягається повторюванням кожного символу в радіотрансляції з паузою у три символи (тобто, текст повідомлення ...ABCDE... передається у радіотрансляції наступним чином: ...A.B.CADBEC.D.E...). Такий формат використовується і у форматі передачі SITOR-B.
Схема радіотрансляції повідомлення NAVTEX:
1. (сигнал фазування >= 10 секунд)
2. ZCZC B₁B₂B₃B₄
3. (текст повідомлення ...)
4. NNNN
5. (кінець повідомлення, фазувальний сигнал >= 2 секунди перед початком передачі наступного повідомлення)

Приклади повідомлень NAVTEX:
```
ZCZC CA19
291030 UTC JAN 22
UKRAINE COASTAL WARNING 29/22 ODESA-NAVTEX
BLACK SEA
1. NAVAL TRAINING
FROM 312100 UTC JAN THRU 282100 UTC FEB 22
NAVIGATION DANGEROUS IN AREA BOUNDED BY
44-29.7N 032-19.6E
44-38.2N 032-53.0E
44-27.8N 033-06.6E
44-05.4N 032-48.4E
2. CANCEL THIS MSG 282200 UTC FEB 22
NNNN

```

```
ZCZC CL86
230000 UTC SEP 24
UK_RAINE COASTAL WARNING ODESA-NAVTEX

COASTAL WARNINGS IN FORCE
925/_9, 426/219, 486/19, 98/22, 108/22,
109/22, 111/22, 116/22, 118/22, 122/22,
140/22, 142_/22, 42/23, 45/23, 89/23,
90/23, 98/23, 101/23, 102/23, 111/*3,
118/23, 124/23, 127/23, 137/23_1, 149/23,
15_/23, 155/23, 170/23, 21/24, 38/24,
41/24, 42/24, 44/24, 50/24, _5/24, 57/24,

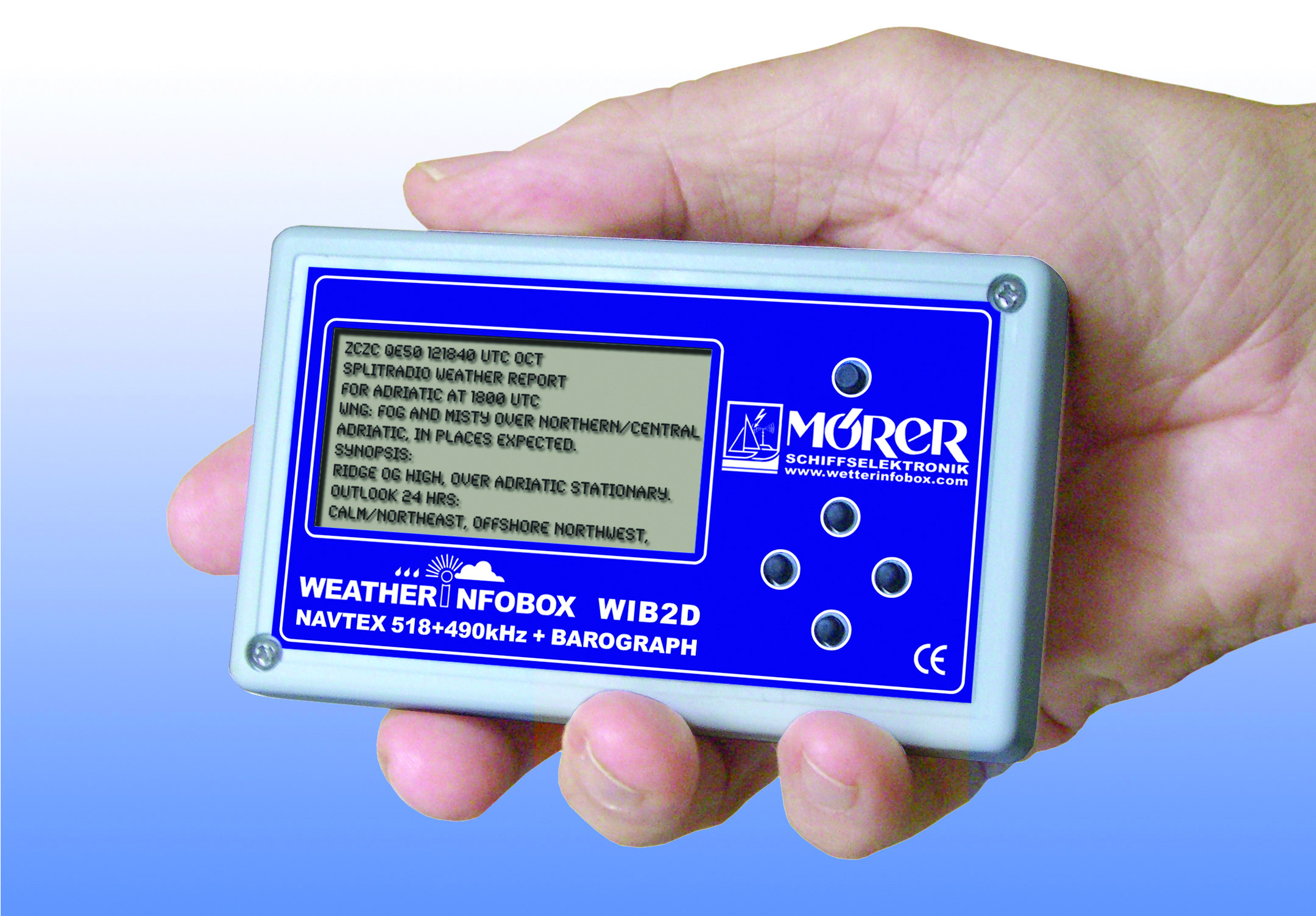
Портативний приймач NAVTEX

58/24, 65/24
NNNN

```

### Початок повідомлення
Комбінація символів ZCZC є індикатором початку передачі повідомлення.

### Ідентифікатор трансмітера (B1)
Цей символ ідентифікує трансмітер (передавач) та пов'язану з ним зону покриття.

### Ідентифікатор тематики (B2)
Цей символ є ідентифікатором тематики і використовується для ідентифікації різних класів повідомлень. Ідентифікатор також використовується приймачами для ігнорування прийому повідомлень певної тематики, які не стосуються конкретного судна (наприклад, повідомлення LORAN C можуть бути проігноровані суднами які не оснащені приймачами LORAN C).
NAVTEX використвовує наступні символи ідентифікації тематики:
| A | Навігаційне попередження                                                                            |
| B | Метеорологічне попередження                                                                         |
| C | Повідомлення про кригу                                                                              |
| D | Пошуково-рятувальна інформація, а також попередження про піратів                                    |
| E | Метеорологічний прогноз                                                                             |
| F | Сервісні повідомлення пілотів                                                                       |
| G | Повідомлення AIS (раніше Decca)                                                                     |
| H | Повідолення LORAN                                                                                   |
| I | Не використовується (раніше OMEGA)                                                                  |
| J | Повідомлення SATNAV (тобто, GPS або GLONASS)                                                        |
| K | Інші електронні повідомлення navaid                                                                 |
| L | Навігаційні попередження — додатково до повідомлення тематики A (Не повинні ігноруватися приймачем) |
| T | Тестова передача (лише для Сполученого Королівства — не офіційна)                                   |
| V | Повідомлення для рибалок (лише в США — наразі не використовується)                                  |
| W | Повідомлення про погоду (лише в США — наразі не використовується)                                   |
| X | Спеціальні сервіси — зарезервовані IMO NAVTEX Panel                                                 |
| Y | Спеціальні сервіси — зарезервовані IMO NAVTEX Panel                                                 |
| Z | Відсутні повідомлення                                                                               |

### Серійний номер повідомлення (B3, B4)
Ці два символи визначають серійний номер для кожного з повідомлень B2 типу (класу). Зазвичай повідомлення нумеруються починаючи з '01', але у деяких випадках нумерація може починатися з '00'. Це примушує приймач обов'язково роздруковувати повідомлення.

### Час повідомлення
Час повідомлення використовує формат "DDHHmm UTC MMM YY", де:
- DD — дата (число);
- UTC — часовий пояс у форматі UTC, зазвичай подається за Гринвічем (UTC, тобто UTC+0);
- HH — година;
- mm — хвилина;
- MMM — трилітерна абревіатура назви місяця (латинськими літерами);
- YY — останні дві цифри року.

### Текст повідомлення
Після часу повідомлення передається увесь текст повідомлення.

### Кінець повідомлення
У кінці передачі повідомлення передаються чотири літери N ("NNNN"), які символізють кінець передачі повідомлення.

## Станції

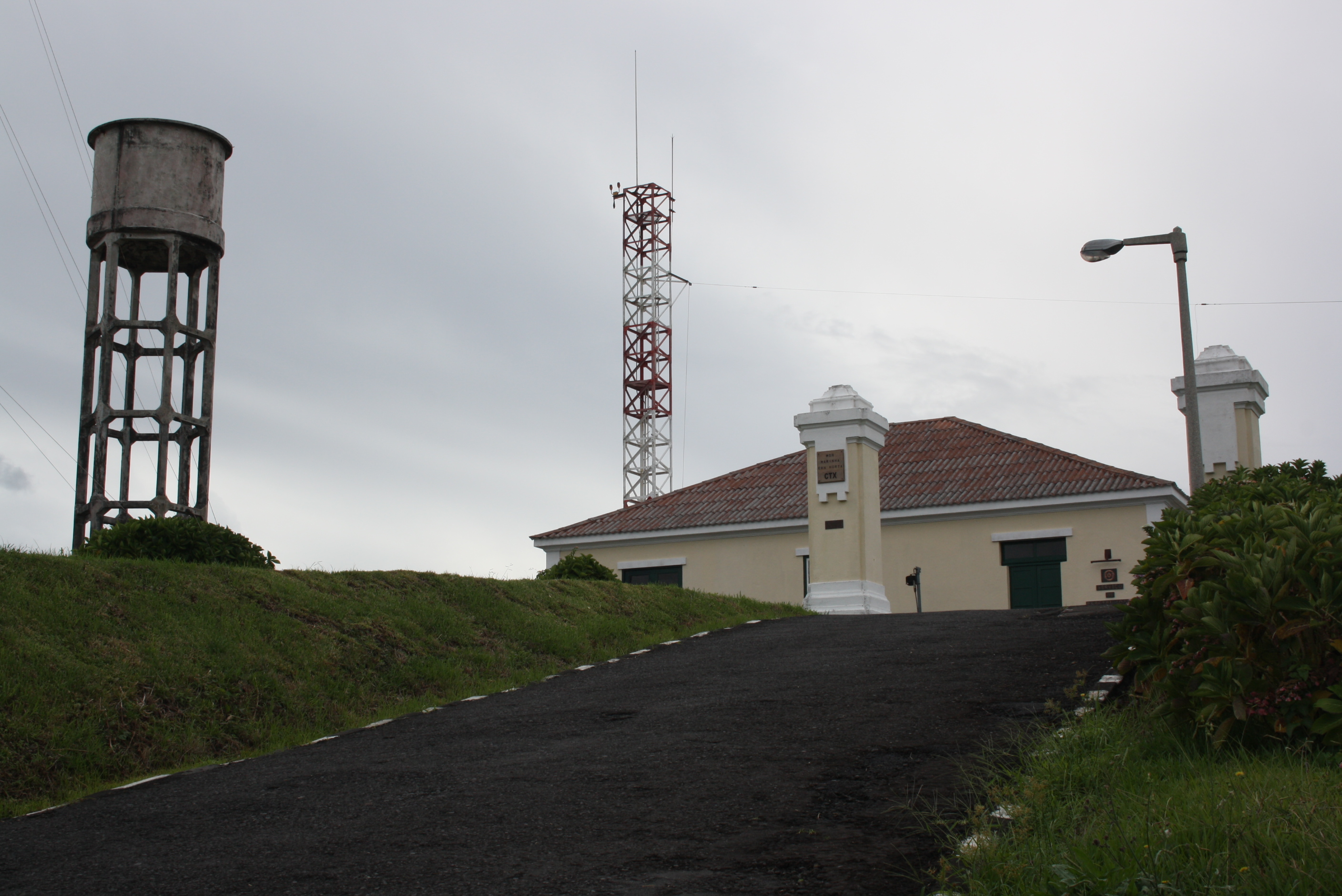
Станція Орта (Португалія)

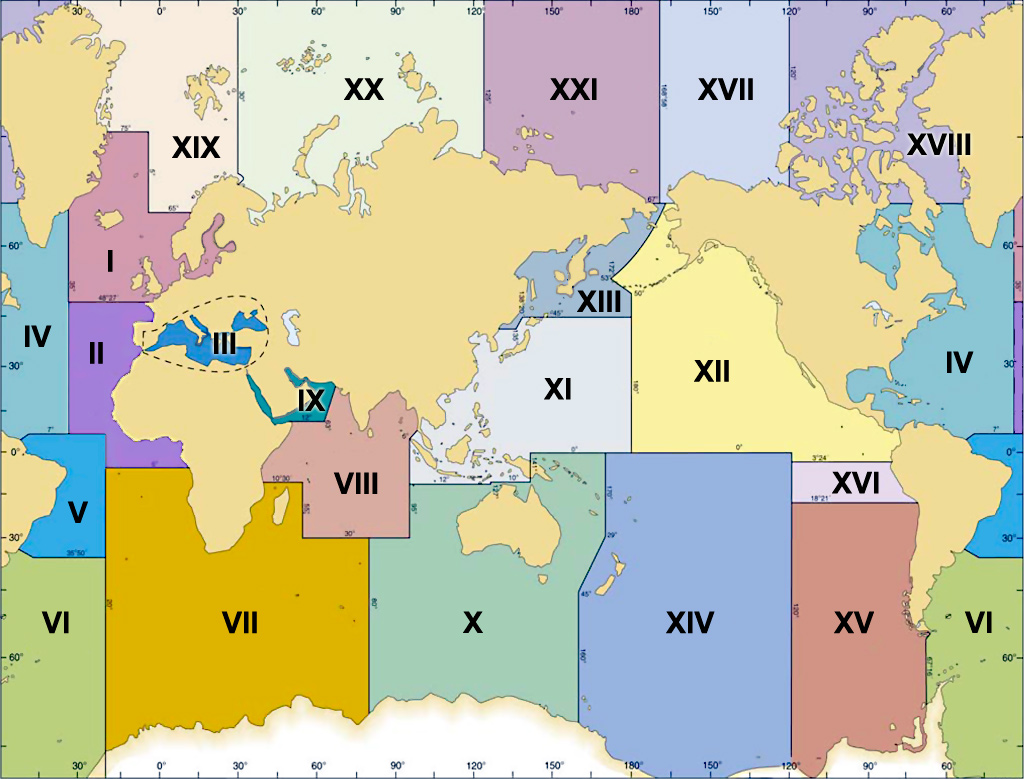
Мапа морських навігаційних зон світу

Увесь світовий океан розподілено на 21 навігаційний регіон ("NAVAREA"), за кожним з яких закріплено країну яка відповідає за навігацію у визначеному регіоні, наприклад за навігацію у Середземноморському регіоні ("NAVAREA III", або "NAVAREA 3"), включно з Чорним та Азовським морями, відповідає Іспанія.
Станції NAVTEX контролюются державними органами та службами у сфері контролю мореплавства та/або річкового судноплавства кожної з країн світу. У кожній з країн у визначеному регіоні може бути у підпорядкуванні одна або більше станцій NAVTEX.
Зона покриття однієї станції вимірюється радіусом передачі радіосигналу передавачем станції (зазвичай 100-400 морських миль).

### Україна
В Україні станціями NAVTEX керує Держгідрографія. До 2022, діючими були 2 станції: в Одесі та Бердянську. Станцію у Бердянску було вимкнено внаслідок російської окупації після 19 квітня 2022.
27 липня 2022, після кількох місяців російської морської блокади українських портів, станція в Одесі надіслала повідомлення NAVTEX з координатами "зернового коридору".

## Дивіться також
- Список станцій Navtex[en]

## Зовнішні посилання
- SITOR-B / NAVTEX Test Signal Generation
- https://www.navtex.net/navtex-archive.html
- https://www.navtex.lv/?ar1=on&msg1=on&pp=10&ar2=on&msg2=on&msg3=on&p=1
- https://www.weather.gov/marine/gmdss
- http://www.navcen.uscg.gov/?pageName=NAVTEX